# ФК Дарби каунти
ФК Дарби каунти (енгл. Derby County F.C.) је енглески фудбалски клуб из Дарбија. Тренутно се такмичи у Чемпионшипу, другом рангу такмичења. У Премијер лиги је последњи пут играо у сезони 2007/08, када је заузео последње место и испао из лиге.
Дерби Каунти је 1884. основао Вилијам Морли као изданак Крикет клуба Дарбишир Каунти. Био је један од 12 клубова оснивача Фудбалске лиге Енглеске 1888. године. У својој историји је само четири сезоне провео изван највише две лиге енглеског фудбала. Клуб је свој врхунац имао седамдесетих година 20. века, када је освојио две титуле првака Енглеске (1972, 1975) и имао четири наступа у европским такмичењима, а највећи успех је полуфинале Купа европских шампиона у сезони 1972/73. Клуб је такође освојио ФА куп 1946, поред три финала, као и ФА Черити шилд 1975. године.
Клуб је 1890-их усвојио сада традиционалне црне и беле клупске боје, док је клуб присвојио надимак Овнови због његових веза са Првим пуком народне војске Дарбија, који је овна узео као своју маскоту и песму The Derby Ram као песму пука. Своје домаће утакмице од 1997. игра на стадиону Прајд парк, који има капацитет од 33.010 седећих места.

## Успеси

### Национални
Првенство Енглеске (данашња Премијер лига)
- Првак (2) : 1971/72, 1974/75.
- Други (3) : 1895/96, 1929/30, 1935/36.

Друга лига Енглеске (данашњи Чемпионшип)
- Првак (4) : 1911/12, 1914/15, 1968/69, 1986/87.
- Други (2) : 1925/26, 1995/96.
- Победник плеј офа (1) : 2007.

ФА куп
- Освајач (1) : 1945/46.
- Финалиста (3) : 1897/98, 1898/99, 1902/03.

ФА Черити шилд (данашњи ФА Комјунити шилд)
- Освајач (1) : 1975.

### Међународни
Куп европских шампиона
- Полуфинале (1): 1972/73.

Англо-италијански куп
- Финалиста (1): 1992/93.

## Стадион

### Претходни стадиони
Као изданак Крикет клуба Дарбишир Каунти, први стадиона клуба је био Каунти крикет граунд, где је клуб играо лигашке и куп утакмице од оснивања до 1895. године. Те године Дарби каунти је прешао на Бејзбол граунд и остао на њему наредне 102 године.
На свом врхунцу крајем 60-их и током 70-их, Бејзбол граунд је могао да прими око 42.000 гледалаца, касније постављањем седишта и модернизацијом половином 90-их је могао да прими око 18.000 гледалаца. Рекордна посета од 41.826 гледалаца забележена је 20. септембра 1969. на мечу против Тотенхем хотспера, у којем је Дарби каунти победио 5:0.
Последња утакмица првог тима на Бејзбол граунду је одиграна у мају 1997, када је Дарби поражен од Арсенала са 3:1, иако је стадион све до 2003. користио резервни тим. Крајем 2003. стадион је срушен и на његовом месту је изграђено стамбено насеље, док је 2010. постављена и комеморативна статуа на месту стадион.

### Прајд парк
Дарбијев нови стадион, назван Прајд парк, отворила је 18. јула 1997. краљица Елизабета II, док је 4. августа одиграна пријатељска утакмица са италијанском Сампдоријом, која се завршила победом гостију од 1:0, а једини гол је постигао Винченцо Монтела. Прва такмичарска утакмица одиграна је 30. августа 1997. против Барнслија (1:0), а једини гол је постигао Стефано Еранио из пенала.
Изградња стадиона је коштала 28 милиона фунти. Првобитан капацитет стадиона је био око 30.000 седећих места, док је касније са проширењима капацитет стадиона достигао тренутних 33.010 седећих места.

## Дарби каунти у европским такмичењима
| Сезона   | Такмичење              | Коло          |                                                  | Клуб                | Резултат           | УЕФА коеф. |
| -------- | ---------------------- | ------------- | ------------------------------------------------ | ------------------- | ------------------ | ---------- |
| 1972/73. | Куп европских шампиона | 1. коло       | Социјалистичка Федеративна Република Југославија | Жељезничар Сарајево | 2:0, 2:1           | 12.0       |
|          |                        | Осмина финала | Португалија                                      | Бенфика             | 3:0, 0:0           | 12.0       |
|          |                        | Четвртфинале  | Чехословачка                                     | Спартак Трнава      | 0:1, 2:0           | 12.0       |
|          |                        | Полуфинале    | Италија                                          | Јувентус            | 1-3, 0-0           | 12.0       |
| 1974/75. | УЕФА куп               | 1. коло       | Швајцарска                                       | Сервет              | 4:1, 2:1           | 8.0        |
|          |                        | 2. коло       | Шпанија                                          | Атлетико Мадрид     | 2:2, 2:2 (7:6 пен) | 8.0        |
|          |                        | Осмина финала | Социјалистичка Федеративна Република Југославија | Вележ Мостар        | 3:1, 1:4           | 8.0        |
| 1975/76. | Куп европских шампиона | 1. коло       | Чехословачка                                     | Слован Братислава   | 0:1, 3:0           | 4.0        |
|          |                        | Осмина финала | Шпанија                                          | Реал Мадрид         | 4:1, 1:5           | 4.0        |
| 1976/77. | УЕФА куп               | 1. коло       | Република Ирска                                  | Фин Харпс           | 12:0, 4:1          | 4.0        |
|          |                        | 2. коло       | Краљевина Грчка                                  | АЕК Атина           | 0:2, 2:3           | 4.0        |

Укупан УЕФА коефицијент: 28.0